# Мартин, Джайлз
Джайлз Мартин (англ. Giles Martin; род. 9 октября 1969, Лондон) — английский музыкальный продюсер, автор песен, композитор и мультиинструменталист. Сын продюсера Джорджа Мартина и брат актёра Грегори Пола Мартина. Получил известность как студийный специалист и создатель сценических шоу, а также работой в кино и на телевидении. Многие его проекты были высоко оценены по всему миру.

## Биография
Начальное образование получил в пансионе Литтелтона, закончив который поступил в Стоу-Скул, частную школу в Бакингемшире. Высшее образование получал в Манчестерском университете.
В юности играл в группе Velvet Jones и сочинял джинглы. В 1995 году он был назначен музыкальным содиректором хит-парада The Great Music Experience, транслировавшегося по радио и телевидению. Работал над концертом «Вечеринка во дворце», посвященным золотому юбилею королевы Елизаветы II, впоследствии выступив продюсером аудио- и видеоверсии мероприятия.
В 2004 году выступил продюсером альбома Pure Хейли Вестенра, признанным самым быстропродаваемым альбомом классической музыки в Великобритании всех времён. В числе других исполнителей, с которыми сотрудничал Мартин: Kula Shaker, Джефф Бек, Элвис Костелло, INXS, Кейт Буш, Элтон Джон и The Rolling Stones.
В 2006 году Мартин работал со своим отцом над звуковой дорожкой для Love, театральной постановки Цирка дю Солей на музыку группы The Beatles. Премьера которого состоялась в отеле «Мираж» (Лас-Вегас). Подготовив новые аранжировки и ремиксы для классического материала квартета (которые обновил в 2016 году к 10-летию проекта). Он также выступил продюсером рок-мюзикла «Богема» и помогал Мартину Скорсезе с его документальным фильмом «Жизнь в материальном мире» о Джордже Харрисоне. Помимо этого он принимал участие в работе над документальным фильмом «The Beatles: Восемь дней в неделю» Рона Ховарда и британским боевиком «Kingsman», а также выступил музыкальным руководителем биографического фильма об Элтоне Джоне «Рокетмен».
В 2009 году Мартин вновь вернулся к наследию The Bestles, переработав материал группы для видеоигры The Beatles: Rock Band, которая позволяла имитировать исполнение песен с помощью пластиковых инструментов. В 2013 году Мартин выступил исполнительным продюсером альбома New Пола Маккартни. По случаю пятидесятилетних юбилеев записей он создал новые ремиксы для переизданий альбомов The Beatles: Sgt. Pepper’s Lonely Hearts Club Band (2017), The White Album (2018), Abbey Road (2019), Let It Be (2021), Revolver (2022), 1962—1966 (The Red Album) (2023) и 1967—1970 (The Blue Album) (2023). В 2020 году Мартин был приглашён Питером Джексоном стать музыкальным руководителем сериала «The Beatles: Get Back», вместе с Сэмом Океллом он также пересвёл материал.
С 2014 года Мартин занимает должность руководителя отдела инновационных технологий в Sonos Inc., компании, которая производит беспроводные домашние аудиосистемы. В конце 2018 года Мартин был назначен руководителем отдела звука в Universal Music Group (его кабинет находится в знаменитой студии «Эбби-Роуд»). Эта должность специально была создана под него.

## Награды
Мартин является лауреатом двух премий «Грэмми»: за альбом Love (2007), как продюсер «Лучшего саундтрека для кинофильма, телепрограммы или другого визуального медиа», а также как продюсер «Лучшего альбома с объёмный звучанием».
В 2022 году он получил премию «Эмми» за работу над фильмом «The Beatles: Get Back».